# Humberto Sousa Medeiros
Pour les articles homonymes, voir Medeiros.
Humberto Sousa Medeiros, né le 6 octobre 1915 à Arrifes dans l'île de São Miguel au Portugal et mort le 17 septembre 1983 à Boston, est un cardinal américain d'origine portugaise, archevêque de Boston de 1970 à sa mort. 

## Biographie
Sa famille émigre aux États-Unis en 1931 dans le Massachusetts.
Humberto Sousa Medeiros est ordonné prêtre le 15 juin 1946 pour le diocèse de Fall River dans le Massachusetts. En 1952, il obtient un doctorat en théologie à l'université catholique d'Amérique.
Nommé évêque de Brownsville, au Texas, le 14 avril 1966, il est consacré le 9 juin suivant.
Le 8 septembre 1970, il devient archevêque de Boston, charge qu'il occupe jusqu'à sa mort en 1983.
Il est créé cardinal par le pape Paul VI lors du consistoire du 5 mars 1973, avec le titre de cardinal-prêtre de S. Susanna.

## Abus sexuels dans l'archidiocèse de Boston
En janvier 2002, le scandale des agressions sexuelles sur mineurs commises par des prêtres, qui se répandait depuis des années aux États-Unis, a fait l’effet d’une bombe à Boston. Il a éclaté lorsqu’un juge a rendu public des documents dans l’affaire de John Geoghan, un prêtre défroqué qui avait été muté dans une demi-douzaine de paroisses après avoir été accusé d’avoir abusé de 130 garçons pendant 30 ans.
En avril 2002, après que le Boston Globe révèle publiquement la dissimulation par le cardinal Law, et son prédécesseur Humberto Medeiros.
Le cardinal, reconnait avoir transféré Geoghan dans une autre paroisse, et s'excuse, affirmant qu'il s'était appuyé sur des évaluations psychiatriques erronées.
Il était au courant de dizaines d'accusations d'abus sexuel à l'encontre de Paul Shanley (en).

## Mort
Medeiros meurt le 17 septembre 1983 d'une insuffisance cardiaque au cours d'une opération à cœur ouvert à Boston, à l'âge de 67 ans.